# 汉阳府
汉阳府，元朝时设置的府。

汉阳府在湖北省的位置（1820年）

元至元十四年（1277年），升汉阳军置，治所在汉阳县（今湖北省武汉市汉阳区），领汉阳县、汉川县。属湖广等处行中书省。元朝至正十六年（1356年）红巾军首领徐寿辉迁都于此。明朝洪武九年（1376年）降为汉阳州，十三年（1380年）复为府。下领两县：汉阳县、漢川縣。
清朝时属湖北省，轄漢陽縣、漢川縣、孝感縣、黃陂縣、沔陽州、夏口廳。1912年废。清代辖境约当今湖北省长江以北，武汉市黄陂区以西，孝感、汉川二市以南，仙桃市以东地区。

## 延伸阅读
[在维基数据编辑]
 《欽定古今圖書集成·方輿彙編·職方典·漢陽府部》，出自陈梦雷《古今圖書集成》